# اچ‌ام‌اس ووستر (۱۶۹۸)
اچ‌ام‌اس ووستر (۱۶۹۸) (به انگلیسی: HMS Worcester (1698)) یک کشتی بود که طول آن ۱۳۱ فوت ۸٫۷۵ اینچ (۴۰٫۲ متر) بود.